# Frine (Barzaghi)
Frine denudata al cospetto dei giudici è un'opera scultorea in marmo realizzata dal milanese Francesco Barzaghi (1839-1892) intorno al 1863. Fu presentata in piccole proporzioni a una delle annuali esposizioni di Brera; poi, in proporzioni al vero, fu mandata alla Esposizione universale di Parigi del 1867con titolo di Phryné ed è conservata alla Galleria d'Arte Moderna di Milano. L'opera fu successivamente presentata in repliche posteriori aancora a Brera nel 1871-1872.

## Storia e descrizione

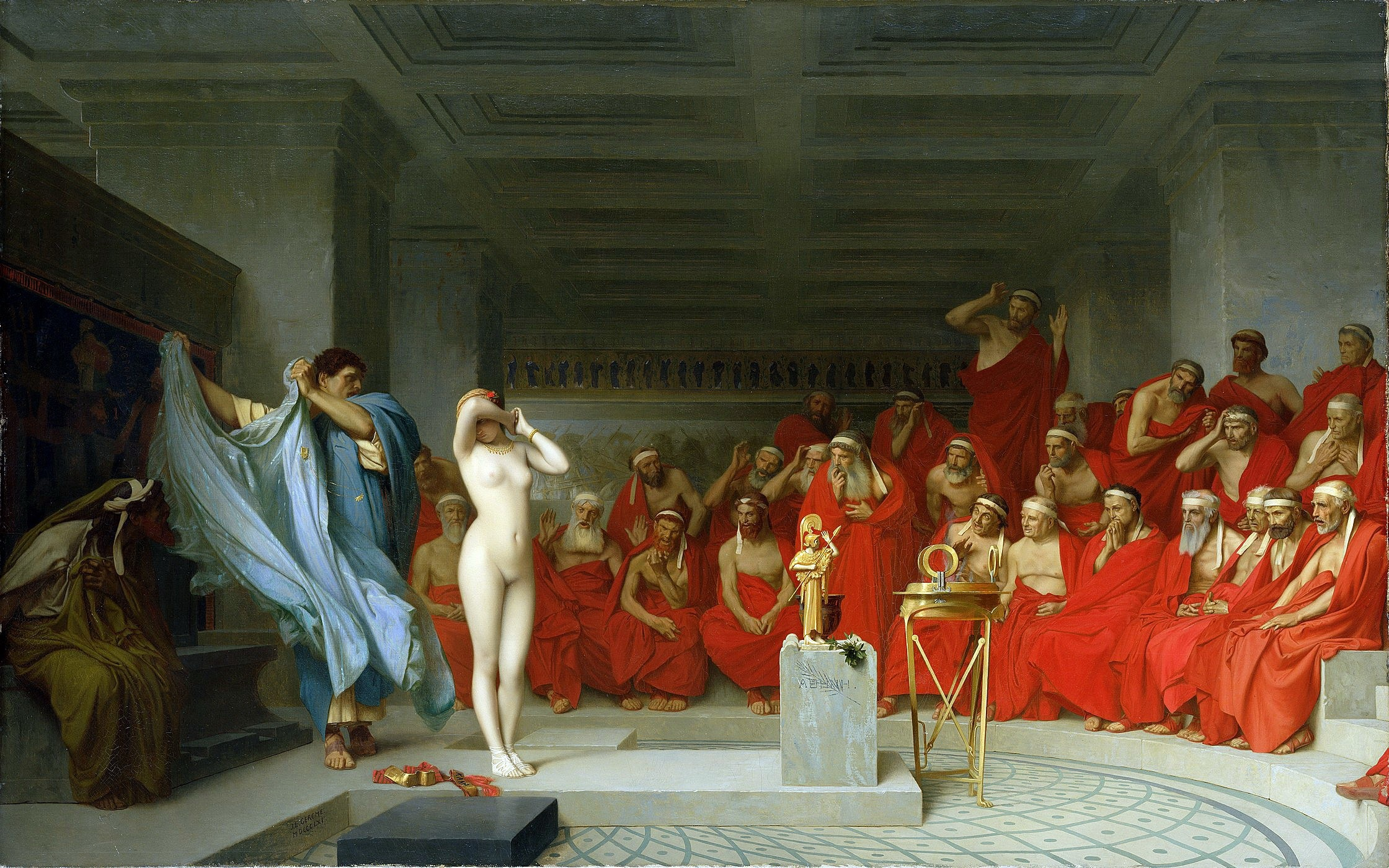
Frine davanti all'Areopago, olio su tela di Jean-Léon Gérôme (1861)

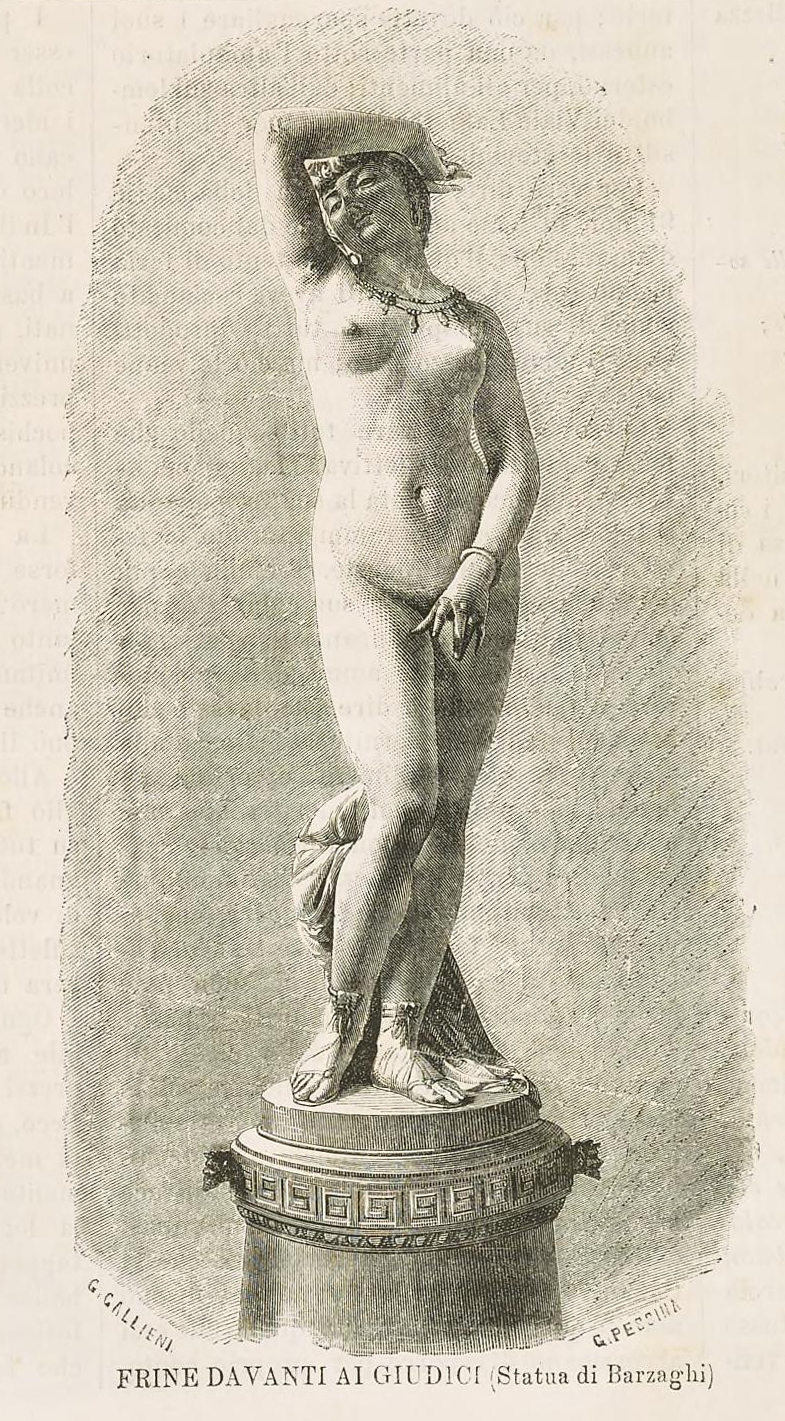
Xilografia del 1867, Esposizione universale di Parigi del 1867

Il marmo del Barzaghi, realizzato intorno al 1863, rappresenta la Mnesarete, figlia di Epicle, più nota come Frine, notissima etera o cortigiana dell'antica Grecia. Celebre per la sua bellezza fu indicata dal commediografo Posidippo come "l'etera di gran lunga più celebre", e fu nei secoli rappresentata da pittori e scultori. Fu processata per empietà, partecipazione a feste oscene nel Liceo, promiscuità di tiasi maschili e femminili, l'introduzione di una nuova divinità (il culto misterico di Isodaite) e, secondo una possibile interpretazione, dilapidazione del patrimonio altrui. Fu prosciolta dalle gravissime accuse che avrebbero potuto portarla alla pena di morte grazie all'estremo tentativo di Iperide, suo difensore, che sentendo la causa persa avrebbe strappato la tunica di Frine svelandone il seno davanti ai giudici, che si convinsero della sua innocenza dato che la bellezza non può essere colpevole. La statua del Barzaghi ritrae Frine proprio nel momento in cui appare denudata di fronte ai giudici in una posa che ricorda molto il famoso quadro di Jean-Léon Gérôme intitolato Frine davanti all'Areopago (Phryné devant l'Aréopage, 1861). E fu proprio l'opera del Gérôme che secondo lo storico dell'arte Francesco Dall'Ongaro (1808-1973) "dissotterrò" la vicenda di Frine riproponendola al pubblico dell'Ottocento.
La statua venne presentata alla Seconda Esposizione nazionale di Belle Arti di Milano del 1872, dove venne acquistata dalla Deputazione provinciale milanese. 
La statua del Barzaghi mostra Frine in piedi perfettamente scolpita nelle sue voluttuose forme femminili, con una descrizione realista del corpo del soggetto e del seno: il braccio destro si alza a coprire il viso in un moto di vergogna, la mano sinistra, oggi mutilata delle dita, si copre le parti intime.
Per la perfetta descrizione delle nudità di Frine la statua sollevò un certo stupore all'Esposizione di Milano ma fu sicuramente ammirata. Ne scriveva nel 1873 Yorick figlio di Yorick, pseudonimo dello scrittore Pietro Coccoluto Ferrigni, nel suo Fra quadri e statue : strenna-ricordo della seconda Esposizione nazionale di belle arti:,
E ancora il Rondani nei suoi Scritti d'arte del 1874:
in cui si è incarnato (qui il vocabolo va a capello) c’è armonia perfetta, fusione sicché formano una cosa sola.»

## Lo scultore
Francesco Barzaghi fu scultore prolifico che divise la sua attività di artista fra monumenti pubblici e statue di genere. Sua massima opera il Monumento a Napoleone III (Milano, 1880) oggi al Parco Sempione. In seguito fu autore di altri monumenti dedicati a personaggi pubblici; a Milano realizzò, tra gli altri, i monumenti ad Alessandro Manzoni (1883) in piazza San Fedele, a Francesco Hayez (1890) in piazzetta Brera e a Luciano Manara (1894, inaugurato dopo la morte dell'autore) ai Giardini di Porta Venezia.